# 오무타역
오무타역(일본어: 大牟田駅)은 일본 후쿠오카현 오무타시에 있는 규슈 여객철도・일본화물철도・서일본 철도의 역이다.

## 개요
중부 아리아케 지역의 주요 도시인 오무타 시의 중심역으로 전 열차가 정차한다. 규슈 여객철도의 가고시마 본선과, 서일본 철도의 덴진오무타 선이 노선 접속하고 있어, 이 중 서일본 철도 덴진오무타 선은 본 역이 종점이다. 또한, 두 노선이 함께 노선 접속하는 것은 본 역뿐이다.
규슈 신칸센의 전 노선 개통에 수반해 규슈 여객철도에 있어서의 광역 수송의 역할은 신오무타 역으로 옮겨갔기 때문에, 이 역이 정차하는 열차는 쾌속 및 보통 열차가 주류로 되어, 특급 열차는 아침의 상행·밤의 하행으로 운행되는 '아리아케'만으로 된다. 또한, 하카타역 방면으로부터의 쾌속 및 보통열차의 일부가 이 역으로 되돌아오고 있다.
규슈 여객철도와 서일본 철도는 연락 운송 계약을 제휴하고 있어서, 가고시마 본선의 아라오역 - 구마모토 역 간의 각 역과, 덴진오무타 선의 신사카에마치역 이외의 특급 정차 역 및 다자이후 선 다자이후역 간의 상호 구간의 연락 승차권이 구입할 수 있다. 그 경우, JR과 서일본 철도의 구간을 아울렀던 통산 거리가 101 km 이상이 되면서, 통상의 JR의 승차권과 마찬가지로 유효기간이 2일간이므로, 도중 정차도 가능할 수 있다. 표의 구입은 양 회사와도 상기 구간의 역만으로 가능해서, JR의 마르스 표는 서일본 철도의 자동 개찰에도 대응하고 있지 않지만, 서일본 철도의 승차권 자동 발매기로 발행했던 표는 JR의 자동 개찰에도 대응하고 있다. 더욱이, 이 연락 운송은, 이전은 가고시마 본선 구마모토 역 - 니시카코시마 역(현재의 가고시마 중앙역) 간 및 미스미 선도 대상이었지만, 2004년 3월의 규슈 신칸센 부분 개업에 수반해, 현재의 구간으로 단축되었다.

## 역 구조 및 승강장

### 규슈 여객철도
혼합식 승강장 2면 3선의 승강장을 가지는 지상역이다. 직영역으로, 발권 창구가 설치되어 있다. 역 자동 방송이 도입되어 있다.
| 번호 | 노선            | 방향 | 행선                            | 비고           |
| ---- | --------------- | ---- | ------------------------------- | -------------- |
| 1    | ■ 가고시마 본선 | 하행 | 다마나・구마모토・야쓰시로 방면 |                |
| 2    | ■ 가고시마 본선 | 하행 | 다마나・구마모토・야쓰시로 방면 | 발착 또는 대피 |
| 2    | ■ 가고시마 본선 | 상행 | 구루메・하카타・고쿠라 방면     | 발착 또는 대피 |
| 3    | ■ 가고시마 본선 | 상행 | 구루메・하카타・고쿠라 방면     |                |

### 서일본 철도
터미널형 승강장 3면 3선을 가지는 지상역이다.
| 번호 | 노선            | 행선                                         |                            |                            |
| ---- | --------------- | -------------------------------------------- | -------------------------- | -------------------------- |
| 4・5 | ■ 덴진오무타 선 | 구루메・니시테쓰 후쿠오카(덴진)・아마기 방면 |                            |                            |
| 6    | ■ 덴진오무타 선 | (5번 승강장 열차의 하차용)                   | (5번 승강장 열차의 하차용) | (5번 승강장 열차의 하차용) |
| 7    | ■ 덴진오무타 선 | 구루메・후쿠오카(덴진)・아마기 방면          |                            |                            |
| 8    | ■ 덴진오무타 선 | (7번 승강장 열차의 하차용)                   | (7번 승강장 열차의 하차용) | (7번 승강장 열차의 하차용) |

### 역사

#### 오무타 역 동문
동문은 일부 2층 건물 구조로 되어 있다. 당초 3층 건물로 설계되고 있었지만, 석탄 산업의 사양화에 수반해 단층 구조로 설계 변경되어 있었다. 이전은 JR·서일본 철도 각각의 승강장으로 입·출장 하는 일이 있었지만, 현재로는 JR의 개찰구만 마련되어, 서일본 철도 승강장으로의 입·출장은 없다.
KFC나 훼미리마트(JR 오무타 역 점), 토란도르, 센넨노 엔, 오무타 역 우동 가게등이 입거하고 있다. 또한, 예전에는 키오스크도 있었지만, 현재는 자동판매기 코너로 되어 있다.

#### 오무타 역 서문
서문은, JR·서일본 철도 쌍방의 개찰구가 따로따로 설치되어 있다. 개찰 내로의 JR·서일본 철도 상호의 환승은 하지 않는다.
훼미리마트(오무타 역 서문 점)가 있다. 또한, 서일본 철도 개찰 내에는 렌터 사이클의 서비스도 있다.

## 화물역
일본화물철도의 역은, 컨테이너 화물과 차급 화물의 취급 역으로 되어 있다. 전용 철도 발착을 제외해, 역의 정면(오무타 오프레일 스테이션)으로 취급하는 컨테이너 화물에 대해서는 1996년 3월부터 트렁크 편으로 인한 대행 운송으로 되어 있다. 차급 화물과 전용 철도를 발착하는 컨테이너 화물에 대해서는, 2008년 3월 15일 개정 현재로도 화물열차에 의한 운송으로 되고 있다.

### 오무타 오프레일 스테이션
역 동문의 남쪽에는, 이 역에 속하는 컨테이너 집배 기지의 오무타 오프레일 스테이션(약칭 : 오무타 ORS)이 있다. 화물 열차 대체의 트렁크 편이 여기도 도스 화물 터미널과의 사이에 하루 10회 왕복 운행되고 있다. 취급 화물은, 12ft 컨테이너 만으로 되어 있다. '오프레일 스테이션'의 통칭은 2006년 4월부터 사용되고 있다.
이전은 역 프론트에서도 차급 화물의 취급이 있고, 미나미욧카이치역부터 탱크 차가 운송되었던, 미쓰비시 가스 화학 사가 제조소 방향의 초산화 수소의 취급이 있지만, 2003년 3월에 탱크 컨테이너화되었던 때에 도착 역이 변경되었다.

### 가리야가와 조차장·전용 철도

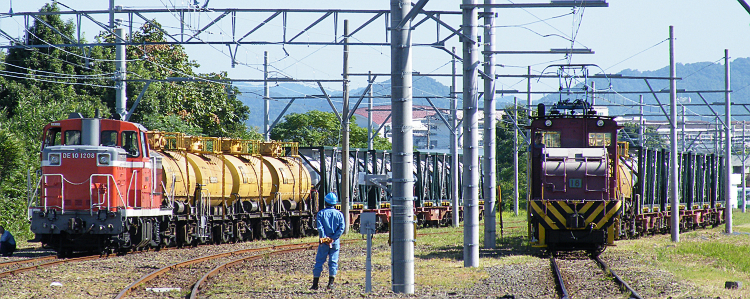
가리야가와 조차장의 입환 풍경（2009년 9월）

오무타 역에서 1.5 km 정도 북쪽의 오무타 시 시모시라카와 정에, 가리야가와 조차장이라고 불리는 이 역 구내 취급의 시설이 있다. 여기는 구·미이케 철도의 아사히마치 역으로, 여기부터 남쪽으로 향하는 미쓰이 화학 오무타 공장으로 이르는 이 회사의 전용철도가 분기하고 있다. 전용 철도에는, 미나미노베오카역 발송의 액체 염소가 전용 탱크차로, 구로사키역 발송의 농초산이 전용 컨테이너로 발착하고 있다. 해상 컨테이너의 취급도 있어, 전출 컨테이너가 기타큐슈 화물 터미널 역을 경유해서 기타큐슈항으로부터 발송되어, 빈 컨테이너가 이 항부터 도착하고 있다.
이것들을 수송하는 화물열차는, 기타큐슈 화물 터미널 역 경유로 미나미노베오카 역과의 사이에 1일 1회 왕복 운행되고 있다. 역 구내 · 조차장 내의 입환 작업용이기 때문에, 이 역에는 DE10형 디젤 기관차가 상주하고 있다.

## 이용 현황

### 여객
- 규슈 여객철도 - 2009년도의 1일 평균 승강 인원은 6,964명이다.
- 서일본 철도 - 2010년도의 1일 평균 승강 인원은 8,860명이다.
- 최근 몇 년[언제?]의 이용 현황은 이하와 같다.

| 1일 평균 이용객 수（규슈 여객철도） | 1일 평균 이용객 수（규슈 여객철도） | 1일 평균 이용객 수（규슈 여객철도） | 1일 평균 이용객 수（규슈 여객철도） | 1일 평균 이용객 수（규슈 여객철도） | 1일 평균 이용객 수（규슈 여객철도） |
| 연도                                | 2005년                              | 2006년                              | 2007년                              | 2008년                              | 2009년                              |
| ----------------------------------- | ----------------------------------- | ----------------------------------- | ----------------------------------- | ----------------------------------- | ----------------------------------- |
| 승강                                | 7,053                               | 7,062                               | 7,120                               | 7,221                               | 6,964                               |

| 1일 평균 이용객 수（서일본 철도） | 1일 평균 이용객 수（서일본 철도） | 1일 평균 이용객 수（서일본 철도） | 1일 평균 이용객 수（서일본 철도） | 1일 평균 이용객 수（서일본 철도） | 1일 평균 이용객 수（서일본 철도） | 1일 평균 이용객 수（서일본 철도） |
| 연도                              | 2005년                            | 2006년                            | 2007년                            | 2008년                            | 2009년                            | 2010년                            |
| --------------------------------- | --------------------------------- | --------------------------------- | --------------------------------- | --------------------------------- | --------------------------------- | --------------------------------- |
| 승차                              | 4,833                             | 4,740                             | 4,674                             | 4,620                             | 4,488                             |                                   |
| 승강                              | 9,712                             | 9,525                             | 9,367                             | 9,282                             | 8,978                             | 8,860                             |

### 화물
- 2009년도
  - 발송 - 컨테이너 화물 : 31,066톤, 차급 화물 : 3,738톤
  - 발착 - 컨테이너 화물 : 44,216톤, 차급 화물 : 14,953톤

## 역 주변
JR 쪽 역사 (역 동문)의 앞을 국도 제208호선이 가고시마 본선과 병행하는 형태로 지나고 있다. 역 주변은 오무타의 행정의 중심이다.
- 오무타 시청
- 오무타 문화회관
- 유메 타운 오무타
- 이온 몰 오무타

## 역사
- 1891년 4월 1일 : 규슈 철도(초대)의 역으로서 개업.
- 1907년 7월 1일 : 규슈 철도 국유화, 일본국유철도(당시는 제국철도청)의 역으로 한다.
- 1911년 2월 : 현재 위치로 이전.
- 1939년 7월 1일 : 규슈 철도(2대째) 오무타 선(후의 서일본 철도 덴진오무타 선)의 오무타 역이 개업.
- 1942년 9월 22일 : 규슈 철도(2대째)가 합동 합병해 서일본 철도 성립에 의해 이 회사의 오무타 선으로 한다.
- 1945년 7월 26일 : 오무타 대공습 피재에 의해 역 서점을 포함해 오무타 역 구내가 소실.
- 1956년 3월 : 현재의 4대째 역 완성.
- 1986년 11월 1일 : 하물의 취급을 폐지.
- 1987년 4월 1일 : 일본국유철도 분할 민영화에 의해, 국철의 역은 규슈 여객철도(JR 규슈) · 일본화물철도(JR 화물)가 승계.
- 1996년 3월 16일 : 전용선 발착을 제외한 컨테이너 수송을, 화물열차부터 트렁크 수송으로 전환. 도스역과의 사이에 트렁크 편 운행 개시.
- 2001년 1월 : 미쓰이 화학 전용 철도로 해상 컨테이너 수송 개시.
- 2006년 3월 18일 : 트렁크 편의 발착 역을 도스 역부터 도스 화물 터미널 역으로 변경.

## 인접역
| ■ 가고시마 본선                               | ■ 가고시마 본선                               | ■ 가고시마 본선      |
| --------------------------------------------- | --------------------------------------------- | -------------------- |
| 세타카 모지코 방면                            | ■ 쾌속                                        | 아라오 방면          |
| 긴스이 도스・하카타 방면                      | ■ 쾌속 ■ 준쾌속 ■ 쾌속 구마모토 라이너 ■ 보통 | 아라오 가고시마 방면 |
| 서일본 철도 ■ 덴진오무타 선                   |                                               |                      |
| T49 신사카에마치 니시테쓰 후쿠오카(덴진) 방면 | ■ 쾌속 ■ 급행 ■ 보통                          | 시·종착역            |